# Tephrodornis
Tephrodornis es un género de aves paseriformes perteneciente a la familia Vangidae. Anteriormente se clasificó  en la familia Campephagidae, y luego se clasificó brevemente en la desaparecida familia Tephrodornithidae.

## Especies
El género contiene las siguientes especies:
- Tephrodornis virgatus – ceniciento grande;
- Tephrodornis sylvicola – ceniciento malabar;
- Tephrodornis pondicerianus – ceniciento chico;
- Tephrodornis affinis – ceniciento de Ceilán.